# Neumühle (Obernheim-Kirchenarnbach)
Neumühle ist ein Ortsteil der Gemeinde Obernheim-Kirchenarnbach in Rheinland-Pfalz.
Die Neumühle wurde erstmals 1711 in den Kirchenbüchern von Kirchenarnbach erwähnt. Sie lag am Arnbach südlich von Kirchenarnbach am Rand der Herrschaft Landstuhl. Der Bach bildete im 18. Jahrhundert die Grenze gegen Leiningen-Dagsburg. Mit den Jahren wurde die Neumühle zum Zufluchts- und Niederlassungsort verschiedener sozialer Randgruppen des Umlandes, darunter auch Sinti und Jenische.
Die Neumühle zeichnete sich durch ärmliche Häuser aus, die entlang einer steilen Talstraße standen. Von den dort noch lebenden Nachfahren der Jenischen sprechen nur noch wenige Jenisch. Durch größere Neubaugebiete im Umfeld des Dorfes verlor sich mit der Zeit dessen ursprünglicher Charakter.
In der Nachkriegszeit kam es wegen teilweise schwerer Delikte Neumühler Täter in der Umgebung zu einem groß angelegten Prozess, der wegen seines spektakulären Charakters bundesweit Schlagzeilen machte. Er verschärfte noch einmal die pauschal seit langem vorgenommene Kriminalisierung der Bewohnerschaft und deren kollektive Ausgrenzung als regionale Randgruppe durch die Mehrheitsbevölkerung.
Dieser Prozess gab den Anstoß zu einem Sozialprogramm für die Neumühle, das für strukturelle Veränderungen sorgte. Zu den Ergebnissen gehören inzwischen eine deutliche Verbesserung der schulischen Abschlüsse und positive berufliche Entwicklungen.